# La Sénia
Pour les articles homonymes, voir Sénia.
La Sénia est une commune de la province de Tarragone, en Catalogne, en Espagne, de la comarque de Montsià. Elle est membre de la mancomunidad de la Taula del Sénia.

## Géographie
Commune est limitrophe du massif de Ports de Tortosa-Beseit